# Ruth Munck
Ruth Margareta Munck, född 12 augusti 1886 i Lembois, död 30 september 1976 i Helsingfors, var en finländsk sjuksköterska. 

## Biografi
Munck studerade till sjuksköterska under Sophie Mannerheims ledning. Hon reste till Tyskland 1915 för att tjänstgöra i den finländska jägarrörelsen. Hon verkade i Lockstedter Lager ("Schwester Ruth") 1916–1917 och åtföljde senare jägarbataljonen till fronten. År 1918 återvände hon till Finland, där hon kom att tjänstgöra vid olika militär- och fältsjukhus och var aktiv inom Lotta Svärd-organisationen.
Under finska vinterkriget var Munck verksam på olika fältsjukhus och reste senare till Tyskland, där hon bland annat tjänstgjorde vid den finländska frivilligbataljonen i Waffen-SS. Hösten 1944 reste hon till Berlin, där hon var föreståndare för organisationen Suomi-Liittos byrå och arbetade för SS bland annat som ett slags kurator för de finländska flyktingar som befann sig där. Efter krigsslutet åtalades hon för landsförräderi och dömdes 1947 till fyra års tukthus, men frigavs 1949. Hon utgav boken Bakom jägarnas front (1934).